# Guy Seyve
Guy Seyve, né le 26 mai 1942 à Saint-Étienne, est un coureur cycliste français.

## Biographie
Chez les amateurs, Guy Seyve remporte notamment le Circuit des Monts du Livradois et le Grand Prix de Cours-la-Ville en 1963. Il évolue ensuite au niveau professionnel en 1964 et en 1965 dans l'équipe Peugeot,. Lors de sa première saison, il participe au Tour de France.
Sans résultats marquants, il redescend chez les amateurs en 1966, où il obtient de nouvelles victoires.

## Palmarès
- 1963
  - Circuit des Monts du Livradois
  - Grand Prix de Cours-la-Ville
- 1966
  - Circuit du Cantal
  - Polymultipliée lyonnaise
- 1967
  - Circuit des Monts du Livradois
  - 2e du Circuit du Cantal
  - 2e du championnat de France des amateurs hors catégorie
  - 2e du Grand Prix de Saint-Yorre
- 1968
  - Grand Prix de Saint-Yorre
- 1969
  -  Champion de France des amateurs hors catégorie
  - Grand Prix de Saint-Yorre
  - 2e du Grand Prix de Saint-Symphorien-sur-Coise
  - 3e du Circuit des Monts du Livradois
  - 3e du Grand Prix de Vougy
  - 3e du Grand Prix de Cours-la-Ville

## Résultats sur les grands tours

### Tour de France
1 participation
- 1964 : abandon (10e étape)